# بالگردگاه سوت هیل
بالگردگاه سوت هیل (به انگلیسی: South Hill Heliport) یک فرودگاه خصوصی است. این فرودگاه در کشور ایالات متحده آمریکا قرار دارد و در ارتفاع ۲۰۷ متری از سطح دریا واقع شده است.